# Frýdek-Místek
 Frýdek-Místek  (in slesiano e polacco: Frydek-Mistek ; in tedesco:  Friedeck-Mistek) è una città della Repubblica Ceca, capoluogo del distretto di Frýdek-Místek, nella Regione di Moravia-Slesia.